# 韩坊尧王庙大殿
韩坊尧王庙大殿，位于山西省长治市长子县大堡头镇韩坊村。
2013年3月5日，韩坊尧王庙大殿公布为第七批全国重点文物保护单位。